# Bilszky János
Bilszky János (Alsósztregova, ? – Agárd, 1814 augusztusa) evangélikus lelkész.

## Élete
Atyja Bilszky János iskolatanító volt. Losoncon nevelkedett, ahová özvegy anyjával költözött. Hazájában végezte középiskoláit, majd Wittenbergbe ment és 1781. szeptember 20-án beiratkozott az egyetemre. Onnan visszatérvén 1783. november 19-én lelkésszé szentelték Nagylámban, majd Agárdra ment lelkésznek.

## Munkái
Az irodalomra vonatkozó nevezetes dolgokat gyűjtött, és írt több szlovák munkát; ezek azonban kéziratban maradtak. Munkáiból írt Adversariák: Lucubratio de gente slavica címen az Országos Széchényi Könyvtár kézirattárában őriztetnek.